# 亨利·愛德華·阿姆斯特朗
亨利·愛德華·阿姆斯特朗（英語：Henry Edward Armstrong，1848年5月6日—1937年7月13日），英國化學家。阿姆斯特朗在萘衍生物等許多研究領域都十分活躍，但他最為人所知的還是他有關科學教育的想法和貢獻。阿姆斯特朗酸便是以他作為命名。

## 生活與工作
阿姆斯特朗出生於英國倫敦郊區的路厄斯罕，並一生長居於此。1864年，十六歲的他在完成學業之後，由於健康因素，在直布羅陀待了一個冬天。翌年春天，他回到英格蘭，進入皇家化學學院（今倫敦帝國學院化學系）就讀。他在那裏的訓練時間並不長，在十八歲時便被愛德華·弗蘭克蘭選中，協助制訂檢測污水有機雜質的方法。
阿姆斯特朗隨後前往萊比錫進修，在赫爾曼·科爾貝的指導下，於1869年以「硫酸」的研究成果獲得了博士學位。他在1879年時，獲得帝國理工學院的終身聘用。1884年，三十六歲的阿姆斯特朗成為同樣是帝國學院前身的中央研究所的化學教授；而他便是在這裡開授了一門三年制的化學工程文憑課程。
阿姆斯特朗早在1881年便開始致力於研究萘衍生物的合成、降解與結構。這些研究建立在苯衍生物與埃米爾·埃倫邁爾對萘結構的一些研究。懷恩是他一生最為重要的合作夥伴，他們以十年歲月所累積的263號萘樣本，目前仍保存於倫敦帝國學院的「阿姆斯特朗－懷恩收藏」。這項研究對萘的研究，大大地推動了合成染料工業的發展。
阿姆斯特朗於1937年於倫敦逝世，終年89歲，遺體於戈爾德斯格林火葬場火化。

## 榮譽
- 英國皇家學會院士（1876年）[1]
- 倫敦化學學會會長（1893年－1895年）
- 戴維獎章（1911年）
- 艾伯特獎章（1930年）

## 延伸閱讀
- Eyre, J. Vargas. . Toronto: Butterworth and Company. 1959.
- E. H. Rodd, W. E. Berger, Idwal G. Jones, C. H. Robinson. . J. Chem. Soc. 1940-01-01, 0 (0): 1418–1442  [2018-04-02]. ISSN 0368-1769. doi:10.1039/jr9400001418 （英语）.
- Armstrong, Henery E. (1884). "On the Teaching of Natural Science as a Part of the Ordinary School Course, and on the method of Teaching Chemistry in the Introductory Course in Science Classes, Schools, and Colleges" （页面存档备份，存于） - Address for the Proceedings of the International Conference on Education, London.
- Armstrong, Henry E.  4. London: Longmans, Green, and Company. 1884.
- Armstrong, Henry E. . New York: Macmillan and Company, Ltd. 1903.
- Henry E. Armstrong. . Journal of Chemical Education. 1925-09-01, 2 (9): 731  [2018-04-02]. ISSN 0021-9584. doi:10.1021/ed002p731.
- Armstrong, Henry E. . London: Ernest Benn Limited. 1927  [2015-02-06]. （原始内容存档于2013-08-02）.

## 外部連結
- 亨利·愛德華·阿姆斯特朗收錄於維基文庫中的作品
- Armstrong-Wynne Collection （页面存档备份，存于）
- Henry Edward Armstrong (Open University)